# Quintessence Saxophone Quintet
Quintessence Saxophone Quintet ist ein aus fünf Saxophonisten bestehendes Musikensemble welches 1993 in Ostwestfalen-Lippe gegründet wurde.

## Geschichte
Das Ensemble wurde 1993 in Paderborn gegründet und zeichnet sich insbesondere durch die moderne Bearbeitung klassischer und barocker Großwerke von Bach, Beethoven, Mozart, Händel oder Vivaldi aus. Darüber hinaus interpretieren sie auch dem Jazz zugehörige Klassiker u. a. von Dave Brubeck, Barbara Dennerlein, Charlie Parker oder Chick Corea neu.
Größere Aufmerksamkeit erlangte das Ensemble unter anderem durch Konzerte beim Internationalen Beethovenfest in Bonn und beim Swinging Bach in Leipzig, wo sie unter anderem mit Bobby McFerrin, Jacques Loussier und dem Gewandhausorchester Leipzig auftraten. Neben Tourneen durch Europa, Südkorea und den USA gastiert die Band regelmäßig in China.

## Diskografie
Alben
- To The Point (1995; Aliso Records)
- Pupa’s Rhapsody (1997; cpo)
- To The Point (1997; cpo)
- Jazzentials Of Bach (1998; cpo)
- Essentials of Jazz (2000; cpo Special)
- Beethoven Renovated (2002; cpo)
- Quintessence goes Christmas (2002; cpo)
- Ten Years Live (2003; cpo)
- Moving Mozart (2005; cpo)
- Vivaldi's Five Seasons (2008; cpo)
- blowing the dust away (2013)[7]

## Auszeichnungen
- 2010: 1. Preis in der Kategorie „Bestes Ensemble Jazz“ beim Torneo Internazionale di Musica in Italien[8]